# Duckeola ghilianii
Duckeola ghilianii, também chamada de abelha-policial, caçadora-de-limão, matadora-de-limão ou predadora-de-limão é uma abelha social da subfamília dos meliponíneos, ocorrendo região amazônica. É muito parecida com a abelha borá, em forma e cores (até mesmo as listras no abdômen são parecidas), só que é maior que a mesma, com tamanho comparável a algumas meliponas.

## Taxonomia e filogenia
A Duckeola ghilianii é um membro da ordem Hymenoptera, que é uma das quatro maiores ordens de insetos. É da família Apidae, que é composta de abelhas, e a subfamília é o Apinae, que são abelhas com cesta de pólen. Junto com outras espécies na tribo Meliponini, a Duckeola ghilianii é uma abelha eussocial sem ferrão do gênero das Duckeola. Existem cerca de 500 espécies conhecidas nesta tribo, a maioria dos quais estão localizados nos neotrópicos.

## Características
A abelha Duckeola ghilianii tem se mostrado, segundo relatos de meliponicultores da região amazônica, bastante útil na defesa do meliponário do ataque de abelhas do gênero Lestrimelitta. Observação prática destes meliponicultores relatam que ela defende vigorosamente sua colônia e colônias próximas do ataque de Lestrimelittas. Por conta deste relatos, foi conduzindo um estudo feito com a espécie para sabe se o que os meliponicultores diziam sobre a espécie no manejo de seu meliponário era verossímil .
O estudo foi elaborado com uma colônia de scaptotrigona que era constantemente atacada pelas Lestrimelittas sendo colocada em um meliponário próxima de uma colônia de Duckeola ghilianii. Ao ser colocada próxima desta colônia, as abelhas de Duckeola ghilianii começaram a se mover para a porta de entrada do ninho da scaptotrigona quando o mesmo foi novamente invadido por Lestrimelittas, adotando uma tática de provocação na porta de entrada do ninho invadido, quando uma Lestrimelitta se arriscava saindo do tubo e indo em direção da Duckeola ghilianii, a mesma se agarrava a abelha matando-a, tática que se repetiu várias vezes até limparem totalmente a colônia vizinha permitindo a suas vizinhas repararem e recuperarem sua colônia.
A Duckeola ghilianii provocava a Lestrimelitta usando uma espécie de dança estereotipada com as asas abertas, do qual quando a abelha limão saia elas se atracavam e a Duckeola ghilianii se colocava em uma posição que permitia que a mordesse, normalmente ajudada por outras 2 abelhas da espécie, matando a abelha invasora. Em média, a cada 7,3 segundos uma abelha era atraída e morta.
Foi constatado também no estudo que reforços de Lestrimelitta que estavam chegando para invadir a colônia atacada, as abelhas Duckeola ghilianii se agitavam no interior da sua colônia causando uma revoada de mais abelhas para defesa se posicionando na entrada da colônia invadida, matando as abelhas limão antes que conseguissem adentrar pela entrada, capturando-as em pleno voo ou quando acabassem de pousar para entrar na colônia saqueada.
O comportamento de defesa que as Duckeola ghilianii tinham impedia que as Lestrimelittas chegassem em revoadas organizadas, sendo obrigadas a pousar sozinhas ou no máximo em trio, permitindo uma maior eficiência no ataque às invasoras. Foi observado neste estudo, que neste caso, o processo de defesa da Duckeola ghilianii não gerou baixas a elas, diferentes de outras abelhas que muitas vezes conseguem se defender das Lestrimelittas, mas em contrapartida há mortes de abelhas (que dependendo do caso, poderá ser de poucas ou muitas abelhas), como as táticas suicidas que algumas espécies de abelhas costumam adotar. Ao que parece, a Duckeola ghilianii não é afetada pelos feromônios das Lestrimelittas, apesar de poder sentir seu odor e agir para combater tais abelhas.
Os pesquisadores não sabem explicar o motivo pelo qual a Duckeola ghilianii tem este comportamento com colônias vizinhas, a princípio eles descartam que haja empatia entre estes insetos e consideram que é apenas um comportamento instintivo de defesa do seu próprio ninho do qual abelhas próximas podem se beneficiar. Este comportamento instintivo de defesa contra as Lestrimelittas também é visto em abelhas de outros gêneros, levando os pesquisadores a concluir que espécies mais resistentes a ataques de Lestrimelitta - como espécies do gênero Tetragonisca, Melipona (apenas algumas meliponas são resistentes) e Duckeola - compartilham com espécies do gênero Lestrimelitta uma longa história evolutiva onde apenas as colônias mais resistentes sobreviveram repassando esta características às futuras gerações. A eficiência da Duckeola ghilianii em repelir e acabar com as invasoras de Lestrimelittas sugere que pode ser o caso onde uma espécie se especializou em algo e ficou muito acima da média, ainda que esta hipótese precise ser testada. Também precisa ser testada a hipótese de existir "castas" de abelhas dentro de espécies mais resistentes em relação às Lestrimelittas. O estudo também deixa claro que a capacidade de defesa vai depender do estado da colônia, colônias fortes, com muitas abelhas, são as que melhor conseguem se defender.
Além do fato da Duckeola ghilianii ser uma abelha que está sendo utilizada por meliponicultores da região amazônica para reduzir ou eliminar os danos causados pela Lestrimelitta protegendo colônias próximas (até 1,5 metros de distância da mesma), a mesma é totalmente aproveitável para a criação racional de abelhas sem ferrão, uma vez que ela é pouco defensiva, produz boa quantidade de mel, é rústica e consegue se proteger do ataque de abelha limão. Porém, o estudo recomenda que ela seja criada apenas na área de ocorrência natural dela, que é a região amazônica, do qual é aclimatada e totalmente adaptada aquele bioma, que costuma ser praticamente o ano todo um clima de alta temperatura e de umidade alta.
A Duckeola ghilianni apresenta estruturas de cria que é um meio termo entre os tradicionais discos de crias presente em boa parte das abelhas da tribo meliponini com os cachos de cria de abelhas do gênero Frieseomelitta, esta configuração também é conhecida por postura em disco em favos irregulares. Além disto, é uma abelha que por ter um porte maior, precisa de muito espaço para crescimento de sua colônia, em caixas INPA sua colônia costuma usar muitos módulos de sobreninho apenas para suas crias se usadas caixas padrão para abelhas de maior porte (ou mais populosas) 20x20 centímetros internos.